# Carlo Erba (pittore)
Carlo Erba (Milano, 4 gennaio 1884 – Battaglia dell'Ortigara, 12 giugno 1917) è stato un pittore italiano.

## Biografia
Il padre Luigi Erba, nipote del noto farmacista, era direttore amministrativo della Carlo Erba Farmaceutici nella città lombarda e iscrisse il giovane Carlo al collegio di Merate per compiere studi classici; in quegli anni Erba iniziò a disegnare e a dipingere. Successivamente, frequentò la facoltà di chimica dell'Università di Genova, per seguire la tradizione di famiglia. Nel 1904 entrò in contatto con gli ambienti anarchici milanesi; Il padre scoprì sepolta in giardino una bomba e dei volantini, cosa che inasprì i rapporti già tesi a causa delle scelte artistiche di Carlo.
Abbandonata l'università genovese, s'iscrisse nel 1905 alla facoltà di Giurisprudenza di Pavia, ma alla fine del 1906 abbandonò definitivamente gli studi e torna a Milano. Nel 1908-1909 frequentò i corsi della Scuola Libera del Nudo annessa all'Accademia di belle arti di Brera, dove ebbe come maestro Cesare Tallone. Stringe amicizia con Romolo Romani, Aroldo Bonzagni, Carlo Carrà e, nel dicembre 1909, partecipò con due paesaggi all'Esposizione Annuale della Famiglia Artistica, dove strinse amicizia con Umberto Boccioni, Antonio Sant'Elia, Luigi Russolo e altri. Carlo Carrà ricorda che tutte le sere gli artisti s'incontravano alla Famiglia Artistica, dove "sì discuteva insieme a colpi d'entusiasmo fino ad ora inoltrata. Romani, Camona, Martelli, Erba erano con noi e di quando in quando compariva il volto rabbuiato di Ugo Valerì". Il padre, che non accettò la decisione del figlio di abbandonare gli studi per dedicarsi alla pittura, non gli diede alcun aiuto economico e Carlo per vivere eseguì alcune decorazioni murali ed altri piccoli lavori; in questo periodo ebbe inoltre una fitta corrispondenza con il cugino fiorentino Luigi Michelacci, anche lui pittore.
All'Esposizione Annuale della Famiglia Artistica del 1910 espone Crepuscolo, Mattino e due Studi di paese e nel 1911 presenta al Palazzo della Permanente, per l'Esposizione Annuale della Società di Belle Arti, Le prime case della città. Nel 1912 esce il primo articolo monografico su Erba, firmato da Leo Mezzadri su "La cronaca d'oro" (a. III, n. 25, Milano, Gennaio-Febbraio 1912). Nello stesso anno è invitato all'Esposizione annuale della Permanente con due "ricerche di colore" e all'Esposizione Nazionale di Belle Arti dove il suo dipinto Casolari a sera riceve i complimenti di Vittore Grubicy de Dragon.

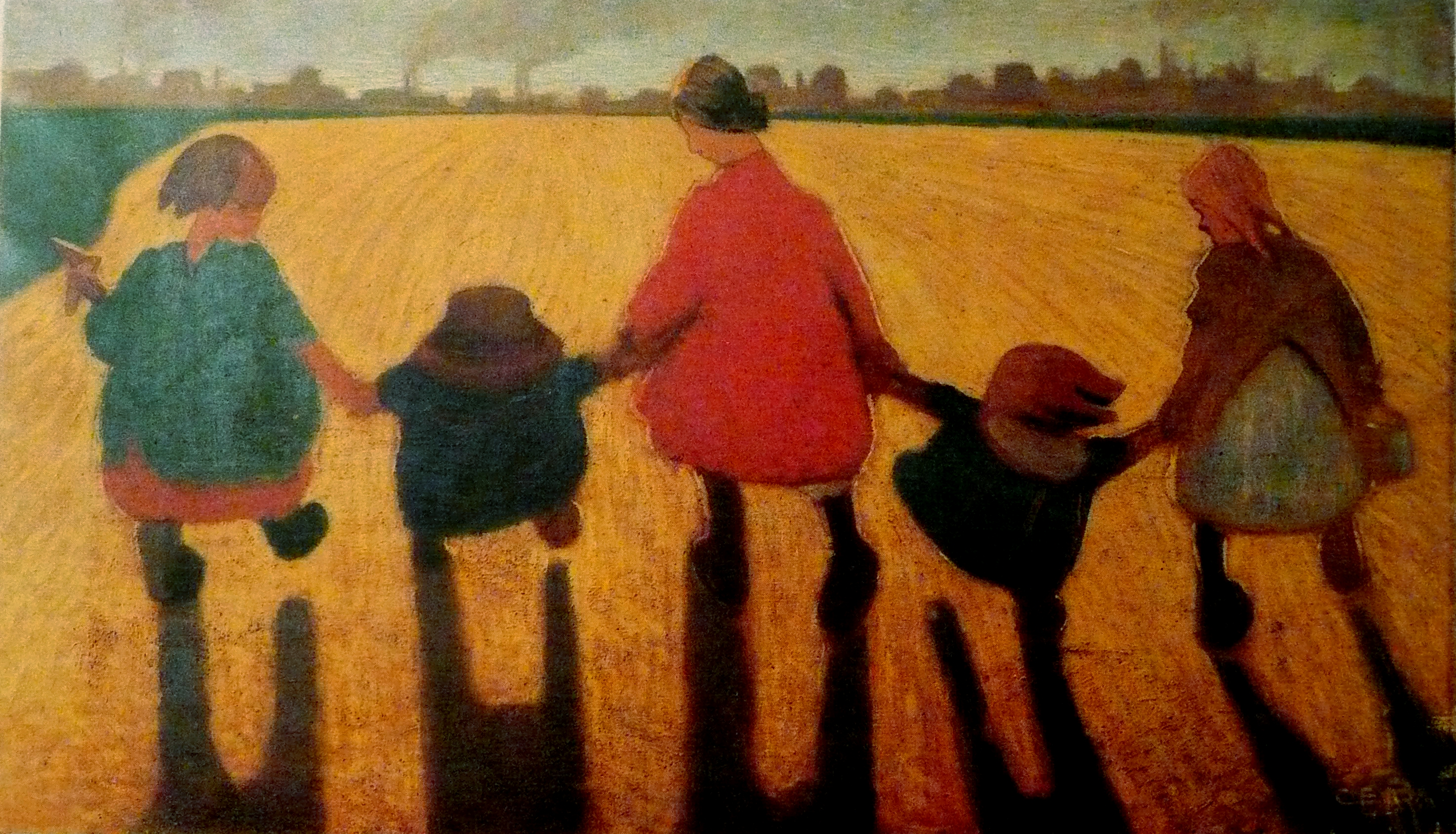
Carlo Erba, Le trottole del sobborgo, che vanno, 1915, collezione privata

Pur appartenendo a una delle famiglie più ricche di Milano, la situazione economica di Erba è difficile e per comprarsi tele e colori realizza su commissione illustrazioni per cartoline e fiabe. Insieme con il cantante lirico Manfredi Polverosi, frequenta i salotti milanesi di Margherita Sarfatti e di Ada Negri. A volte, a notte tarda, invitava gli amici, fra i quali Marinetti, Boccioni, Sant'Elia, i fratelli Corradini, Russolo e altri in casa Erba. La sorella Bianca ricorda che, allora, rapidamente, gli artisti svuotavano la dispensa, e la cantina, e, mentre si accendevano infuocate discussioni di politica, d'arte e di musica, si svegliava il padre di Carlo, che infuriato cacciava tutti da casa. Alle volte Carlo, dopo il ritrovo al caffè, di notte visitava gli studi di Romolo Romani, Camona, Biazzi, Giovanni Possamai e di tanti altri.
Fra il 1912-13 la ricerca di Erba si fa più impegnata e intensa, e in decisiva trasformazione di prospettive. Data a questi anni la sua esperienza più propriamente futurista, della quale rimangono diversi disegni, mentre è finora disperso il dipinto più significativo, Carica di cavalleria (moto in avanti), che egli dipinge nel 1913 insieme ad altri quadri che segnano, nella primavera dell'anno seguente, la sua partecipazione alla mostra di Nuove Tendenze. Del gruppo milanese, Erba è tra i fondatori insieme con Giulio Ulisse Arata, Antonio Sant'Elia, Mario Chiattone, Leonardo Dudreville, Achille Funi e Giovanni Possamai ("Pagine d'Arte", a. II, n. 5, 15 marzo 1914) e firma il programma pubblicato in occasione della prima esposizione, che si tiene dal 20 maggio al 10 giugno alla Famiglia Artistica Nazionale di Milano, dov'è rappresentato da ben nove dipinti accompagnati in catalogo da un testo di poetica.
Secondo un ricordo di Giuseppe Sprovieri, Erba avrebbe chiesto di partecipare all'esposizione Libera Futurista Internazionale, prevista ad aprile-maggio del 1914 alla Galleria Futurista di Roma, incontrando però le riserve di Boccioni e il favore di Marinetti.
Nell'estate di quello stesso anno trascorre una vacanza a Riva Trigoso, in Liguria, dove realizza numerosi disegni che utilizza in seguito per delle incisioni, ma all'Esposizione Nazionale di Belle Arti che si apre in autunno all'Accademia di Brera, partecipa con lavori precedenti a Nuove Tendenze: un trittico di fiori all'aperto e altri lavori sullo stesso tema. In dicembre partecipa alla Mostra Intima della Famiglia Artistica a Milano, cui segue nel gennaio 1915 la Mostra dell'Incisione Italiana alla Permanente di Milano, dove re Vittorio Emanuele III acquista una delle sette acqueforti da lui esposte, Le trottole del sobborgo. Nei mesi immediatamente successivi Erba dipinge il quadro omonimo, che resta una delle sue opere più significative della sua ricerca dopo l'esperienza di Nuove Tendenze.

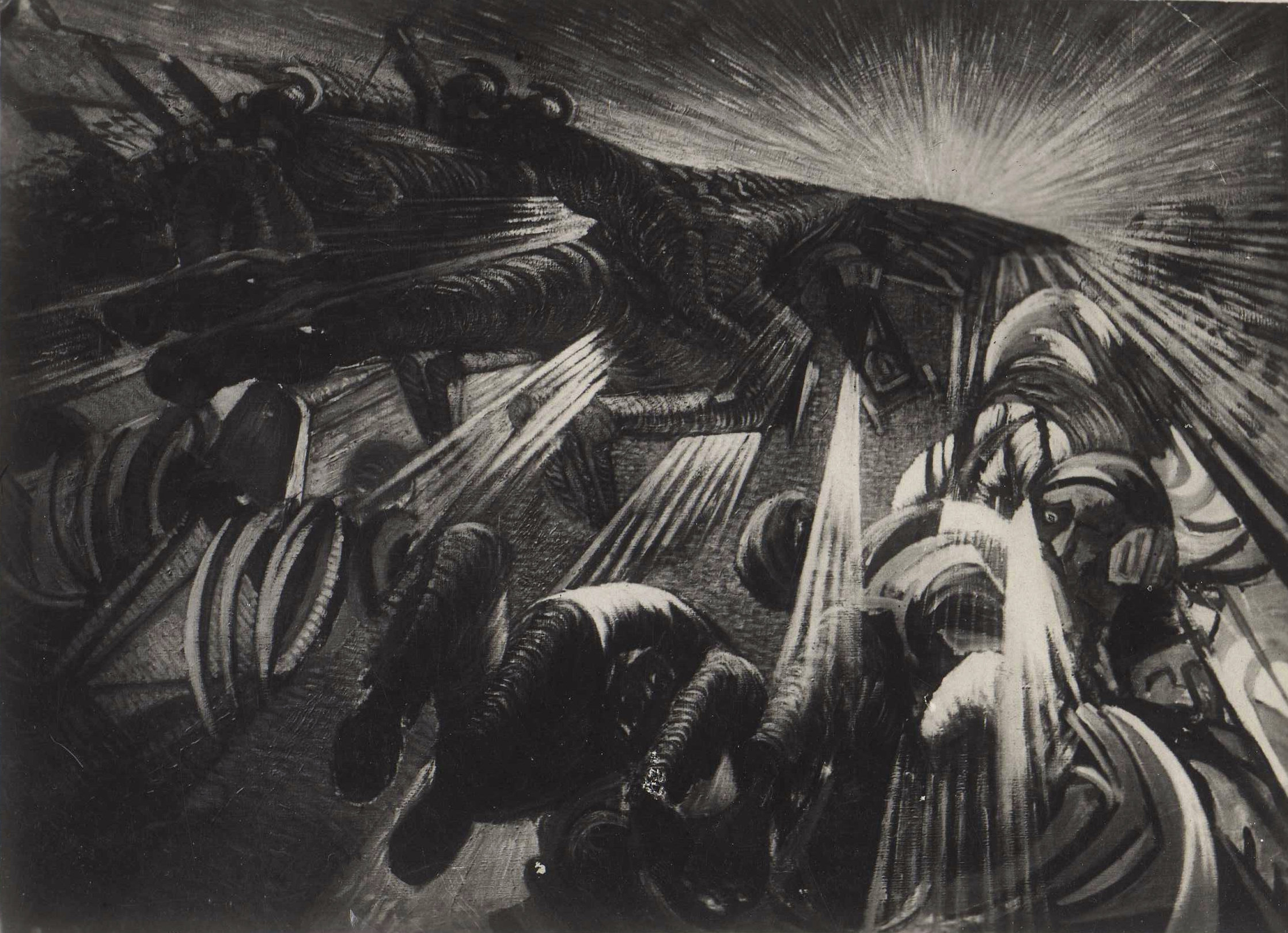
Carlo Erba, Carica di cavalleria, moto in avanti, 1912-13, opera dispersa

Sin dal settembre 1914 Erba prende parte a Milano alle manifestazioni interventiste insieme con gli altri futuristi e nell'imminenza dell'entrata in guerra dell'Italia si arruola nel Battaglione Lombardo Volontari Ciclisti Automobilisti (VCA). Con lui sono: Marinetti, Boccioni, Funi, Russolo, Sant'Elia, Boccioni, Ugo Piatti, Mario Sironi, il pittore Anselmo Bucci, il critico Mario Buggelli e il giornalista Renzo Codara del "Corriere della sera". Il 3 giugno il Battaglione si installa a Gallarate, acquartierandosi in una scuola. I futuristi, raccolti nella III Compagnia, VIII Plotone, compiono allenamenti ed esercitazioni in brughiera e al Teatro Condominio organizzano due serate con spettacolo di beneficenza per le famiglie dei richiamati. Durante la seconda serata, il 14 luglio, Erba insieme con Russolo, Sant'Elia, Funi, Boccioni, Piatti, Sironi e Bucci decora il teatro con grandi cartoni dipinti con motivi futuristi (dispersi).
"Si formò una commissione per la decorazione del teatro - ricorda Russolo - La commissione era formata da: Sant'Elia, Boccioni, Funi, Erba ed io. Sant'Elia come architetto ebbe per così dire la presidenza e propose di trasformare tutta la decorazione del teatro. Si trattava di fare due lunghi fregi decorativi da applicare sulle balaustre delle file dei palchi e un grande pannello decorativo da collocare sopra la porta di ingresso. Sant'Elia disse: uno di questi fragi per il primo ordine di palchi lo facciamo Russolo ed io; Boccioni si offerse di fare il sopraporta con un ritratto dinamico del comandante del Battaglione e a Funi ed Erba venne dato l'incarico del fregio per la seconda fila di palchi. Ci mettemmo subito al lavoro, che doveva essere pronto entro una settimana. Di comune accordo decidemmo che il nostro fregio sarebbe stato fatto con i concetti futuristici di dinamicità. Quindi ritmi di masse, profili di forme che si intersecassero con fasci di luci multicolori e rendessero il senso dinamico di velocità che predomina nella vita moderna" (L. Russolo, in "2la Martinella", a. XII, fasc. X, Milano, 1958). Durante lo spettacolo Erba si improvvisa imitatore del comico Ferravilla, creando dei momenti comici che riscuotono gli applausi del pubblico. Ed ancora, secondo il ricordo di un ex volontario, Guido Francioli di Milano, faceva salire sul palcoscenico delle persone presenti fra il pubblico e rapidamente schizzava su grandi fogli a misura d'uomo delle divertenti caricature.
Terminato la preparazione, il Battaglione si sposta prima a Brescia poi a Peschiera, dove si acquartiera nella fortezza per tutto agosto e settembre. A ottobre è a Malcesine, dove inizia la sua avventura alpina sulle pendici dell'Altissimo. Il 21 ottobre iniziano gli scontri per la presa di Dosso Casina, dove i futuristi hanno il loro battesimo del fuoco. In dicembre i Volontari sono già in congedo. Alla fine del 1915 Erba di nuovo a Milano, per partecipare insieme con Bucci, Funi e altri alla mostra concorso Per la migliore impressione di guerra indetta dalla Famiglia Artistica (e presentata insieme alla Esposizione Annuale Intima) con i disegni realizzati durante le azioni militari, per i quali è premiato con una di somma di 100 lire ("Gli Avvenimenti", a. I, n. 6, Milano, 30 gennaio 1916). Nel gennaio 1916 Erba è già tornato a combattere, arruolato nel corpo degli Alpini col grado di sottotenente. Durante un assalto in alta montagna è ferito, decorato sul campo e promosso al grado di tenente. In un'altra azione, a Punta Vallero, Valle Lepenie, il 2 novembre 1916, salva la vita a due Alpini feriti, trasportandoli a braccia uno a da uno al riparo dal fuoco nemico, nell'impresa viene ferito a una mano, ricevendo per questo un encomio solenne e una medaglia di bronzo al valor militare. In occasione di una delle sue brevi licenze, Margherita Sarfatti visita il suo studio a Milano ("Gli Avvenimenti", a. III, n. 28, Milano, 15-22 luglio 1917).
Tornato al fronte, nella notte tra il 12 e il 13 giugno 1917, durante un assalto all'arma bianca sull'Ortigara, Erba cade colpito da una scheggia di granata. La salma è trasportata nel vallone sottostante il Passo dell'Agnella e ricoperta con poca terra e sassi. Nei giorni successivi il Passo dell'Agnella è letteralmente dissodato dall'artiglieria austriaca. La salma di Carlo Erba non è stata mai più trovata, nonostante le numerose ricerche fatte dalla famiglia alla fine della guerra. Erba riceve la medaglia d'argento alla memoria e lapidi gli sono dedicate in diverse scuole milanesi. 
Nel 1918-1920 muoiono i genitori di Carlo; la sorella Bianca sposa un nobile romano e si trasferisce a Roma. Nel trasloco vanno disperse alcune casse contenenti quadri, disegni e documenti di Carlo Erba: la dispersione delle opere pittoriche di Carlo Erba è pressoché totale. All'archivio, in questi ultimi anni, sono pervenuti solo una ventina di dipinti e nessuno di particolare rilevanza storica (ossia, esposto in occasione di mostre). Restano disperse tutte le opere più importanti, come i nove quadri - alcuni di grandi dimensioni - esposti alla mostra di Nuove Tendenze tenuta alla Famiglia Artistica nel 1914 a Milano (di questi tre sono pubblicati nel catalogo della mostra, di altri dipinti l'archivio conserva le fotografie).
C'è il dubbio che Erba sia contraffatto al contrario e cioè, che sue opere siano state firmate con nomi di artisti più quotati all'epoca. Nel 1984 arrivò all'Archivio un dipinto intitolato "Le prime case della città" del 1911-12, firmato Russolo. Per fortuna il quadro era pubblicato sulla rivista "La cronaca d'ora" in un articolo monografico dedicato a Erba nel 1912, e fu recuperato. Nel 1970, il nipote di Bianca Erba, Marco Rossi Lecce, crea a Roma l'Archivio Carlo Erba. Il fondo da lui ereditato è composto in origine da circa una decina di piccoli dipinti e almeno settecento disegni, poche incisioni originali e 26 lastre per acqueforti, che sono state ristampate in cinquanta esemplari nel 1984 in occasione della mostra organizzata per il centenario della nascita dell'artista dalla Permanente di Milano (cat. Mazzotta, Milano). Tutte le notizie storico-biografiche e bibliografiche sopra riportate sono tratte dai testi da lui pubblicati in occasioni delle mostre monografiche e di cui gode il diritto d'autore.

## Retrospettive (personali)
- “Erba, una memoria nel futurismo 1884 - 1917”, Calcografia Nazionale, Roma aprile – maggio 1981. Cat. De Luca Ed. Roma.
- “Carlo Erba 100 disegni”, Galleria Giulia, marzo – aprile 1983. Cat. di galleria.
- “35 disegni di Carlo Erba 1884 – 1917”, Galleria Cà Muse, Deruta, gennaio 1983. Catalogo di galleria.
- “Carlo Erba e milano 1884 - 1917”, Palazzo della Permanente, Milano, Dicembre 1984 gennaio 1985. Cat. Mazzotta Milano.
- “Carlo Erba, esposizione di 80 disegni”, Il mercante di stampe, Milano, 7 – 31 maggio 1986. Cat. di galleria.
- “Carlo Erba, immagini di un grande maestro”, Palazzo della meridiana, Sala Cambiaso, Genova 1988. Cat. Marietti Ed. Genova.
- “Carlo Erba, disegni”, La Diade Centro studi e diffusione arte contemporanea, Bergamo, 25 ottobre – 4 dicembre 1991.
- “Carlo Erba, disegni tra futurismo e Nuove Tendenze”, Galleria Il disegno Italiano, San Polo di Reggio Emilia 1999 – 2000. Cat. Collana Il disegno italiano.
- “Carlo Erba, opere su carta, 1907-1917”, Galleria d'arte F. Russo, Roma 15 maggio – 15 luglio 2002. Cat. De Luca Ed. Roma.

## Cataloghi delle mostre personali
- L. Caprile - T. Leopizzi Cerruti (a cura di), Carlo Erba 1884-1917. Immagini di un grande maestro, Genova, Palazzo della Meridiana, 1988.
- R. Bossaglia - E. Crispolti - M. Quesada - M. Rossi Lecce (a cura di), Carlo Erba e Milano 1994-1917, Milano, Palazzo della Permanente, dicembre 1984-gennaio 1985, Mazzotta, Milano 1984.
- E. Crispolti - M. Rossi Lecce - S. Massari, Carlo Erba. Una memoria nel futurismo 1994 - 1917, Roma, Istituto Nazionale per la Grafica-Calcografia, 10 aprile-10 maggio 1981, De Luca editore, Roma 1981.
- M. Di Capua, Carlo Erba, opere su carta, 1907-1917, Roma, Galleria d'arte F. Russo, 15 maggio – 15 luglio 2002, De Luca Editore, Roma 2002.

## Articoli monografici
- F. Franco, Carlo Erba, in “Cultura”, a. VIII, n. 30, 2008, pp. 22–23.
- R. Diaz, Investimenti, in “Arte”, n. 417, 2008.
- L. Caprile, Inediti di Carlo Erba, pittore ed eroe morto sull'Ortigara durante un assalto all'arma bianca, in “Arte”, n. 190, 1988, p. 34.
- L. Somaini, La Metropoli di Carlo Erba, in “La Repubblica”, Milano 15 dicembre 1984, p. 32.
- G. Besson, Sulle tracce di Erba, in “Arte”, n. 129, 1983, p. 75.
- A. Henze, Carlo Erba, in “Das Kunstwerk”, vol. 34, n. 4, 1981, p. 66-67.
- C. Salaris, Carlo Erba pittore. Per pennelli e colori lasciò la farmaceutica, in “Corriere Medico”, a. I, n. 164, 1980, s.p.
- E. Crispolti, Carlo Erba prima e dopo “Nuove Tendenze”, “La Vernice”, a. XXIV, n. 1-2, 1985, pp. 30–31.
- s. n., Carlo Erba, in “Bollettino dell'Associazione Nazionale Ex VCA”, n. 9, 1924, s.p.
- M. Sarfatti, Le arti plastiche – La morte di Carlo Erba, in “Gli Avvenimenti”, a. III, n. 28, 1917.
- L. Merzadri, Artisti che si rivelano. Carlo Erba, in “La Cronaca d'oro”, a. III, n. 25, 1912, pp. 8–9.

## Cataloghi mostre collettive
- F. Franco, Il filo tenace di una ricerca 1978-2008, in L. Sansone (a cura di), Futuristi a Dosso Casina, Milano, Mazzotta, 2008,  pp. 37-38, 47, 75-80.
- L. Sansone (a cura di), Patriottismo futurista: il Battaglione lombardo volontari ciclisti automobilisti, Milano, Mazzotta, 2007,  pp. 22, 25, 28, 29, 35, 36, 41, 42, 43n, 54n, 65-69, 116, 117, 118.
- E. Crispolti (a cura di), Futurismo 1909-1944. Arte, architettura, spettacolo, grafica, letteratura..., Milano, Edizioni Gabriele Mazzotta, 2001,  pp. 268-269, 583.
- E. Crispolti, F. Sborgi (a cura di), Futurismo. I grandi temi 1909-1944, Milano, Edizioni Gabriele Mazotta, 1997,  n. 4/17, pp. 156, 170.
- C. Salaris (a cura di), Antonio Sant'Elia - Carlo Erba. Tra Futurismo e Nuove Tendenze, Roma, Edizioni Il Campo, 1990.
- G. Negri, Sant'Elia e l'ambiente futurista, a cura di G. Ballo, Milano, Gabriele Mazzotta Editore, 1989,  pp. 12, 111-116 nn. 91-96, 135.
- E. Crispolti (a cura di), Ricostruzione futurista dell'universo, Torino, 1980,  pp. 139-141, 554, 601.
- P. Thea, Nuove Tendenze. Milano e l'altro futurismo, Milano, Electa, 1980,  pp. 47, 82-83, 122.

## Documentari
- Sulle tracce del futurismo 2009, ideato e prodotto da Marco Rossi Lecce, con un finanziamento dell'Assessorato alla Cultura di Roma. Regia di Fabio Solimini e Maurizio Carrassi, trattamento testi e sceneggiatura Francesca Franco, musiche originali Alessandro Russo, grafica Silvia Torri.

Il documentario è stato proiettato nel corso della XVIII° edizione del Festival Internazionale Visionaria presso il Cinema Metropolitan di Piombino, cui ha fatto seguito un incontro con Marco Rossi Lecce, Enrico Crispolti, massima autorità mondiale sul Futurismo, Amedeo Fago, attore, scenografo, regista, e Francesca Franco, storica dell'arte.